# Sobór Przemienienia Pańskiego w Winnicy

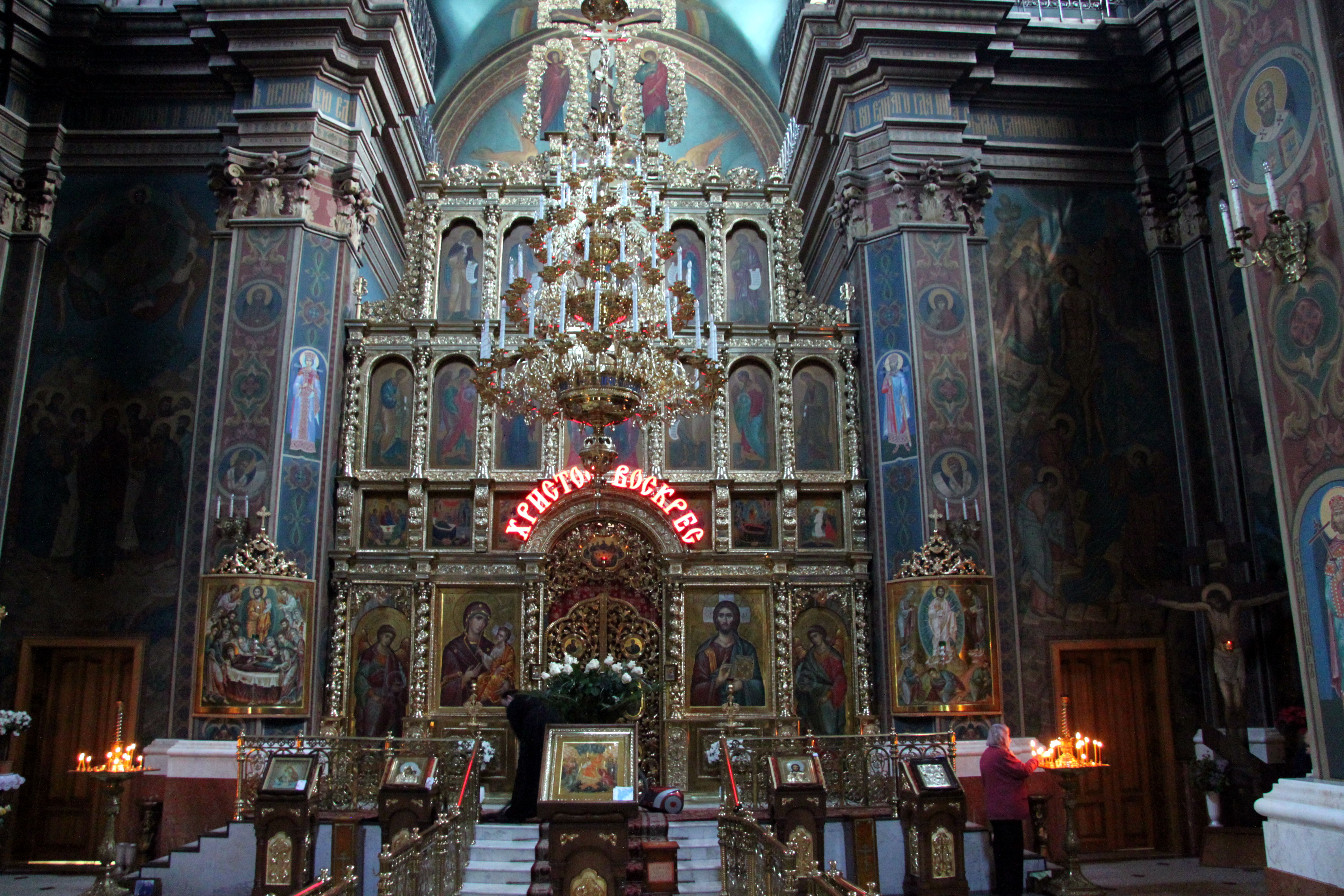
Wnętrze soboru

Sobór Przemienienia Pańskiego (ukr. Спасо-Преображенський собор) – prawosławna cerkiew w Winnicy, w jurysdykcji Kościoła Prawosławnego Ukrainy. Zajmuje obiekt dawnego kościoła klasztornego dominikanów.

## Historia
Klasztor dominikanów w Winnicy został ufundowany w 1630, jednak już w kilkanaście lat później, w czasie powstania Chmielnickiego, zakonnicy opuścili go i wrócili do miasta dopiero w końcu stulecia. W 1758 kamienny kościół dla dominikanów ufundował Michał Grocholski. Pod koniec XVIII w. w klasztorze przebywało na stałe sześciu zakonników. Niewielkie rozmiary i ubóstwo wspólnoty stały się oficjalną przyczyną jej likwidacji w 1832, w okresie kasaty klasztorów w zaborze rosyjskim. W tym samym roku zamknięty klasztor dominikanów został przekazany Rosyjskiemu Kościołowi Prawosławnemu. W 1833 kościół wspólnoty został ponownie wyświęcony jako sobór Przemienienia Pańskiego – po rozbiórce starej cerkwi Świętych Kosmy i Damiana stał się głównym centrum kultu prawosławnego w mieście. W 1855 w krypcie grzebalnej Grocholskich, jaka znajdowała się w podziemiach dawnego kościoła, urządzono dolną cerkiew Świętych Kosmy i Damiana, przenosząc szczątki fundatorów dominikańskiego klasztoru do odrębnego pomieszczenia w podziemiu i zamurowując je. W 1847 sobór Przemienienia Pańskiego odwiedził car Mikołaj I z synami Aleksandrem i Mikołajem. Po roku car podpisał projekt remontu budynku, jednak do prac nad jego realizacją przystąpiono dopiero w 1860. Przebudowany obiekt poświęcił 27 listopada 1866 prawosławny biskup podolski Leoncjusz. W 1916 w soborze wizytę złożył car Mikołaj II.
W czasie wojny polsko-bolszewickiej sobór odwiedzali Symon Petlura (w kwietniu 1920) i Józef Piłsudski (16 maja 1920).
W 1922, w czasie akcji konfiskaty kosztowności cerkiewnych całe cenne wyposażenie soboru zostało zarekwirowane przez władze radzieckie. W 1930 obiekt został odebrany parafii prawosławnej i zamieniony na magazyn. Następnie został zwrócony wiernym, lecz w 1962 państwo ponownie przejęło obiekt i urządziło w nim halę sportową. W latach 80. XX wieku w byłym soborze rozmieszczono salę koncertową. Funkcjonowała ona do 1990, gdy budynek został przez władze miejskie i obwodowe przekazany Ukraińskiemu Kościołowi Prawosławnemu Patriarchatu Moskiewskiego. Znajdujące się w budynku organy wykorzystywane w czasie koncertów zostały zdemontowane i trafiły do kościoła kapucyńskiego pw. Matki Bożej Anielskiej w Winnicy. 
Do 16 grudnia 2018 znajdowała się tu katedra eparchii winnickiej Ukraińskiego Kościoła Prawosławnego Patriarchatu Moskiewskiego. Wymienionego dnia miejscowa parafia przeszła pod jurysdykcję nowo powstałego Kościoła Prawosławnego Ukrainy, podobnie jak uczynił to ordynariusz eparchii winnickiej metropolita Symeon.